# مری پاتر (راهبه)
مری پاتر ، ال سی ام(۲۲ نوامبر 1847 – ۹ آوریل ۱۹۱۳) یک راهبه کاتولیک انگلیسی بود که به دلیل تأسیس شرکت کوچک مریم در سال ۱۸۷۷ شناخته شد.
در قرن بیستم، دلیل او برای قدیس‌شدن باز شد و در ۸ فوریه ۱۹۸۸، پاپ ژان پل دوم او را بزرگوار اعلام کرد.

## اوایل زندگی

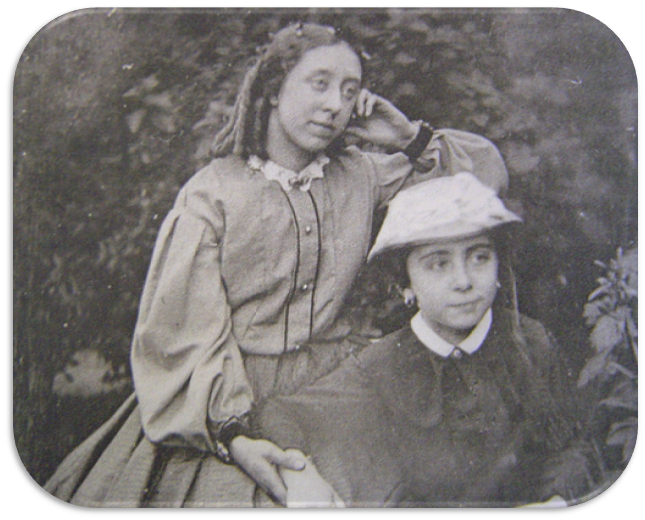
مری پاتر و خواهر شوهرش مارگریت

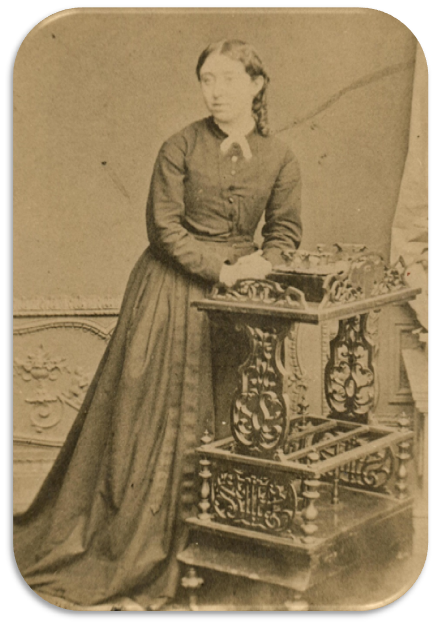
عکس نامزدی مری پاتر

مری پاتر در خانه ای اجاره ای در خیابان جامائیکا ۲۳ در برموندزی ، جنوب لندن به دنیا آمد. او پنجمین فرزند و تنها دختری بود که از ویلیام و مری آن (مارتین) پاتر به دنیا آمد. یکی از برادران او استاد شطرنج ویلیام نوروود پاتر بود. مری پاتر یک بیماری مادرزادی قلبی و ریوی داشت که باعث شد او در سلامت ضعیف و سرفه دائمی تا آخر عمر باقی بماند. پدرش در سال ۱۸۴۸ خانه و خانواده را ترک کرد، به استرالیا رفت و دیگر برنگشت و همسرش را رها کرد تا فرزندان خود را بزرگ کند.
وقتی پاتر ۱۹ ساله بود به دوست برادرش گادفری کینگ معرفی شد و نامزد کرد. کینگ که به عنوان یک راهب تراپیست پیشه کرده بود، کتاب‌های وارسته به پاتر داد. پس از حدود چهار ماه، او به گادفری نامه نوشت تا نامزدی را خاتمه دهد،  پس از آن که اسقف ساوتوارک، توماس گرانت ، به او پیشنهاد داد که به عنوان یک خواهر مذهبی دعوت شود. به دلیل سلامتی ظریفش، مادرش پیشنهاد کرد که برایتون مکانی سالم برای او باشد.

## خواهری
پاتر تصمیم گرفت با مادر و برادرش با قطار به برایتون برود و زندگی مذهبی را بررسی کند. آنها در ۷ دسامبر ۱۸۶۸ وارد شهر شدند و خواهران را ملاقات کردند. پس از مدتی بحث، به پاتر پیشنهاد شد که روز بعد، عید لقاح معصوم، روز خوبی برای پذیرایی از او به عنوان یک فرد مستضعف خواهد بود. این یک تصمیم عجولانه بود و پاتر برای ورود ناگهانی به زندگی مذهبی آماده نبود. با این حال، او تصمیم گرفت که بماند و نام خواهر مری آنجلا را دریافت کرد. مشخص شد که زندگی در صومعه از نظر فیزیکی برای پاتر بسیار سخت بود و به او توصیه شد که پس از هجده ماه آن را ترک کند.  مدیر معنوی او، پدر لمبرت، اس جی، متقاعد شده بود که او باید به یک نظم متفکرانه برود که ستایش عشای ربانی و فعالیت رسولانه را با هم ترکیب کند، به جای یک نظم کاملاً متفکرانه مانند کارملیت ها. او خواهران رحمت را در ۲۳ ژوئن ۱۸۷۰ ترک کرد.
همان‌طور که قوی‌تر شد، زندگی دعای پاتر پرشورتر گشت. پس از مدتی دعا و تأمل، او به فکر امکان تأسیس گروهی از خواهران مذهبی وقف کمک معنوی و در صورت امکان جسمانی بیماران و در حال مرگ افتاد. در سال ۱۸۷۲، او بیشتر و بیشتر متقاعد شد که این چیزی است که او برای انجام آن فراخوانده شده است.

## شرکت کوچک مریم
پاتر از مونسینور جان ویرچ، که به تازگی به عنوان کشیش نظامی به ساوت‌سی وارد شده بود، به دنبال مشاوره معنوی بود. او نامه‌های زیادی به فضیلت نوشت که اکنون در آرشیو پروپاگاندا فیده در رم است. او نوشت: "من نمی‌توانم احساس کنم از خدا خواسته‌ام تا خودم را وقف نجات جان‌ها در آخرین ساعت زندگی‌شان کنم. من به شدت به دعا برای مردگان کشیده شده‌ام." مری به نوشتن برای مونسینور ویرچ ادامه داد، اگرچه او کمتر دلگرم کننده بود.
در ژانویه ۱۸۷۶، فضیلت منتقل شد. کوچکترین برادر مری، جورج، که در آن زمان معلم کالج رتکلیف بود، به مری نامه نوشت و به او پیشنهاد کرد که به اسقف باگشاو ، اسقف ناتینگهام، برای اجازه کار در اسقف نشین خود درخواست دهد. باگشاو پیشنهاد داد که اجاره ۱۲ ماه را بپردازد و پاتر برای شروع "کار ویژه" خود یک کارخانه جوراب ساق بلند بدون استفاده پیدا کرد.
تاریخ افتتاحیه اولین صومعه او دوشنبه عید پاک، ۲ آوریل ۱۸۷۷ بود بعد از مدتی زنان جوان دیگری در این منطقه فقیرانه به نام هایسون گرین به او پیوستند. پس از بحث های فراوان با پدر سلی و دیگران، تصمیم گرفته شد که این گروه را "شرکت کوچک مریم" بنامند. در نهایت آنها بر روی یک لباس ساده از یک جامه ساده سیاه و یک چادر آبی کم رنگ به نتیجه رسیدند. خواهران گروه کوچک مری به بیماران و فقرا در خانه هایشان کمک می کردند.
اسقف باگشاو با دیدگاه پاتر درباره شرکت کوچک مریم موافق نبود و نمی توانست بفهمد که او می خواهد خواهران هم "فعال و هم متفکر" باشند. او نمی توانست آرزوی او را درک کند که خواهران دائماً در حال دعا برای مردگان باشند. پس از سه هفته، پاتر را به عنوان مافوق برکنار کرد و خواهر دیگری را سرپرستی کرد.
در سال ۱۸۷۸، پاتر در عرض شش ماه دو بار ماستکتومی شد. یکی از عملیات ها در تاریخ ۸ دسامبر روی میز آشپزخانه صومعه انجام شد. او در سال ۱۸۸۲ به رم رفت تا برای قانون اساسی جماعت جدید خود تأیید شود و در آنجا بیمارستان کَلوری را در ویا س ستفانو روتوندو، نه چندان دور از سنت جان لاتران تأسیس کرد. در آنجا، در سال ۱۹۰۸، اولین مدرسه آموزشی کاتولیک برای پرستاران در ایتالیا آغاز شد.
از طریق تماس با بسیاری از اسقف ها و غیر مذهبی ها، گروه کوچک مریم به خوبی شناخته شد و دعوت هایی برای رفتن به کشورهای دیگر وجود داشت. در سال ۱۸۸۵، شش خواهر از ناپل به سیدنی استرالیا رفتند. گروه کوچک مریم سپس به نیمکره جنوبی گسترش یافت و شکوفا شد و بیماران، فقرا و افراد در حال مرگ را در جایی که نیاز داشتند، مورد توجه قرار داد.

## مرگ و بزرگداشت

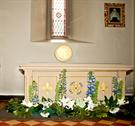
محل استراحت نهایی ون مری پاتر.

پاتر بعد از ظهر چهارشنبه ۹ آوریل ۱۹۱۳ در ساعت ۶:۱۵ در رم درگذشت.
نوشته های معنوی پاتر در ۲۵ ژوئیه ۱۹۵۲ توسط متکلمان تایید شد  در سال ۱۹۸۸، پاپ ژان پل دوم، مادر مری پاتر را "محترم" معرفی کرد. در سال ۱۹۹۷، جسد او به انگلستان بازگردانده شد و اکنون در کلیسای جامع سنت بارناباس، ناتینگهام آرمیده است.
او یک تراموای ناتینگهام به نام او داشت،  پس از اینکه در نظرسنجی بی‌بی‌سی نامزد شد. علاوه بر این، یکی از اتاق های کنفرانس در ساختمان نیوتن دانشگاه ناتینگهام ترنت در ژانویه ۲۰۱۰ به افتخار او نامگذاری شد، پس از بازسازی آن انجام شد.

## آثار
عروس های مسیح (مجموعه کتابخانه کوچک بانوی ما) جلد گالینگور – ۱۹۲۰
فداکاری برای مردگان و ارواح مقدس در برزخ: ندای مریم به فرزندان عاشقش (کتاب های تن)